# Gaspar de Figueira de Serpa
Gaspar de Figueira de Serpa († möglicherweise 1656 in Colombo, Ceylon, anderen Quellen nach, nach 1658 in Goa), genannt „die Axt“, war ein portugiesischer Hauptmann auf der heutigen Insel Sri Lanka, in der Endphase der dortigen portugiesischen Herrschaft. Bekanntheit erlangte er nicht nur wegen seiner Brutalität oder militärischen Erfolge, sondern wegen einer zeitgenössischen, populären Volksballade.

## Hintergrund
Figueira war der Sohn eines portugiesischen Soldaten und einer singhalesischen Frau. Er wuchs in den Vororten Colombos auf und wurde portugiesisch-christlich erzogen.
Seinen Beinamen „die Axt“ erhielt er wegen der Axt, die er in einem weißen Tuch gehüllt bei sich trug. Mit dieser exekutierte er auf Feldzügen, jene, denen er Betrug vorwarf oder die desertieren wollten. Man hängte die Delinquenten an den Fersen auf und Figueira teilte sie mit der Axt in zwei Hälften. Jene, die geringeren Taten beschuldigt wurden, hackte er die rechte Hand ab.

## Krieg gegen Kandy und die Niederländer
1642 führte Figueira einen Trupp von 150 Portugiesen und 2000 Lascarins (einheimischen Hilfstruppen) an, der den Tempel von Kataragama plünderte. Die Dorfbewohner, die ihnen den Weg zur Pagode zeigen sollten, schienen plötzlich wie besessen. Figueira köpfte sie alle gnadenlos. Dadurch entgingen zumindest deren Reichtümer der Plünderung.
1652 führte Figueira eine erfolgreiche Meuterei gegen seinen Stiefvater, den portugiesischen Generalkapitän auf Ceylon Emanuel Mascarenhas Homem durch. Homem hatte den Waffenstillstand mit den Niederländern nicht zur Verstärkung der Verteidigung genutzt und sogar Truppen abgezogen. Figueira führte Soldaten an, die vor Wut ihren Capitão-Major abgesetzt hatten und von ihrem Lager in Menikkadawara nach Colombo zogen. Am 30. November wurden sie von der Bevölkerung in die Stadt gelassen und der Generalkapitän abgesetzt.
Als die Portugiesen durch die Angriffe der Niederländischen Ostindien-Kompanie (VOC), und des Königreichs Kandy 1655 immer mehr in Bedrängnis gerieten, ersetzte der neue portugiesische Generalkapitän den inkompetenten Capitão-Major der vierten und siebten Korales durch Figueira, der sich bereits im Kampf bewährt hatte. Figueira besiegte mit der portugiesischen Garnison von Colombo und einigen Lascarins die Armee von Kandy in Malwana und Kananapella und zerstörte Schiffe der Muslimen in den Häfen von Kalpitiya und Puttalam im Westen von Ceylon. Am 30. Januar erhielten die Portugiesen weitere Verstärkung und Figueira stieß mit seiner Truppe in das Landesinnere vor und überraschte im Februar das Heer von Kandy in ihrem Lager in Arambepola. Dieses floh in die Hügel oberhalb des Balane-Passes, während Figueira sein Lager in Arandara aufschlug.
Im Gegenzug belagerten die Niederländer ab dem 19. März Kalutara, nahe Colombo und stießen dann am 21. Mai mit 40.000 Soldaten ins Flachland vor, während Kandy langsam wieder an der Straße von Kandy nach Puttalam vorrückte. Als die Belagerung von Kaltutara immer enger wurde, rief der portugiesische Generalkapitän Figueira zur Verteidigung der kolonialen Hauptstadt Colombo zurück. Figueira entschied aber, dass es besser sei die Armee von Kandy direkt aufzuhalten, anstatt sich nach Colombo zurückzuziehen. Während er, um den Feind zu verwirren, kundtat, er werde sich zur Küste bewegen, blieb er stattdessen in Arandura. In der Nacht des 10. Aprils zog Figueira mit 300 portugiesischen Soldaten und 1700 Lascarins nach Mottapuliya, während der Tross in Arandura blieb, die Lagerfeuer schürte und mit Lärm vortäuschte, die gesamte Armee sei noch dort. Am 12. April zog die Streitmacht weiter nach Norden und erfuhr von gefangengenommenen Spähern Kandys, dass König Rajasingha II. in Kotikapola campierte. Figueira teilte seine Truppe auf. Ein Teil griff Pilessakanda an, während er mit der anderen Hälfte gegen Kotikapola vorrückte. Die Truppen in Pilessakanda besiegten schnell die dortigen Soldaten von Kandy, während der König Rajasingha II. rechtzeitig vor den anrückenden Portugiesen gewarnt wurde. 1100 Soldaten wurden gegen Figueira geschickt, doch dieser ignorierte den Angriff von der Seite und griff das Lager der Angreifer selbst an. Den Portugiesen gelang es, die Truppen von Kandy zurückzuschlagen. Als eine weitere Streitmacht Kandys aus Osten anrückte, schickte Figueira einen Untergebenen mit einem Teil seiner Truppen entgegen. Da aber einige der Lascarins desertierten und sich auf die Seite von Kandy schlugen, sahen sich 180 Portugiesen plötzlich einer Übermacht von 10.000 Mann gegenüber. Zu deren Glück hatte Figueira weitere Soldaten zu deren Unterstützung geschickt, als die Schüsse in der Ferne nicht aufhörten. Wieder wurden die Truppen Kandys zurückgeschlagen und Rajasingha II. entschied sich zur Flucht. Nur sein niederländischer Leibwächter blieb mit einer Einheit zurück, um den Rückzug des Königs zu decken. Je nach Quellen wurden zwischen 300 und 16.000 Soldaten getötet oder gefangen genommen. Bei den Portugiesen waren vier Soldaten verletzt, vier Hilfssoldaten waren getötet und 20 verwundet worden. Es sollte der letzte Sieg der Portugiesen gegen eine singhalesische Streitmacht gewesen sein. Währenddessen brachen die Niederländer am selben Tag die Belagerung Kalutaras ab, da sie nicht mehr mit der Unterstützung Kandys rechneten.
Am 2. Oktober 1655 kehrten die Niederländer unter General Gerard Pietersz. Hulft zurück und eroberten am 15. Oktober Kalutara. Figueira, der davon nichts wusste, stieß am Tag auf die niederländische Übermacht und wurde geschlagen. Er zog sich daraufhin nach Colombo zurück.

## Der Fall Colombos
Ende 1655 begannen die Niederländer mit Unterstützung von Kandy mit der Belagerung Colombos, die sieben Monate dauern sollte. Am 7. Mai gelang der VOC mit frischen Truppen aus Batavia die Stadt zu erstürmen und die Nordostbastion einzunehmen, was schließlich zur Kapitulation der Portugiesen am 12. Mai führte. Einer Legende nach, soll ein portugiesischer Deserteur den Niederländern eine Schwachstelle in den Befestigungsmauern gezeigt haben, so dass sie mit Leichtigkeit durchbrechen konnten. Als Gegenleistung soll der Deserteur im Erfolgsfall eine angemessene Belohnung verlangt haben. Der niederländische Kommandeur Adriaan van der Meyden soll auf die Bedingung eingegangen sein. Der Legende nach soll es sich bei den Deserteur um Figueira gehandelt haben. Nach der Eroberung Colombos soll Figueira seine Belohnung eingefordert haben. Die Niederländer gaben ihm seine „angemessene Belohnung“ für den Verrat an seinen Landsleuten. Figueira wurde in ein Schilderhaus auf dem Pulvermagazin gebracht und dort zusammen mit einem Laib Brot und einer Flasche Wein lebendig eingemauert. Die Legende lebte lange Zeit als folkloristische Ballade gerade in der unteren Mittel- und der Unterschicht der portugiesisch-singhalesischen Mischbevölkerung, bis diese Volksgruppe nach und nach mit ihren Traditionen verschwand. Ende des 19. Jahrhunderts dokumentierten Briten einige Verse dieses Liedes für die Nachwelt, als die alten Befestigungen zwischen 1869 und 1871 aus der portugiesischen Zeit eingerissen wurden und die Geschichte wieder in Erinnerung gebracht wurde.
Der portugiesische Chronist João Ribeiro bestätigt, dass Figueira sich in der Festung in ihren letzten Tagen befand und er berichtet auch von vielen Deserteuren, unter denen sich auch Offiziere befanden. Zu den 73 überlebenden portugiesischen Soldaten, die sich am 12. Mai ergaben zählt Ribeiro Figueira allerdings nicht. Einige der Offiziere, die sich den Niederländern ergaben, wurden laut Ribeiro in die weiter von den Portugiesen gehaltenen Orte Mannar und Jaffna gebracht. Diese mussten sich aber am 24. Juni 1658 erneut ergeben, als die Niederländer auch Portugals letzten ceylonesischen Stützpunkt Jaffna eroberten. Und hier taucht in Ribeiros Chronik Figueira als einer der Edelmänner auf, die bei der Übergabe des Forts aus dem Tor marschierten und in das portugiesische Goa in Westindien gebracht wurden. Hier soll Figueira später unter unbekannten Umständen gestorben sein. Rajasingha II. soll die Niederländer noch um die Herausgabe Figueiras ersucht haben. Da dem König nur zu gut die militärischen Fähigkeiten des Portugiesen bekannt waren, wollte er ihn zu seinem Heerführer machen. Die Niederländer lehnten aber ab. Es ist unklar, ob Ribeiro Figueiras Desertation verschwieg, um sein Andenken als Kriegsheld nicht zu trüben oder ob möglicherweise ein anderer hochrangiger, portugiesischer Hauptmann der Verräter in Colombo war. Kurios ist, dass ausgerechnet jene Volksgruppe die Legende weiterführte, aus der Figueira selbst stammte.
Es wird darüber spekuliert, dass der Verräter in der Legende stattdessen der zum Christentum konvertierte Singhalese Luís Tissera gewesen sein könnte, von dem der britische Chronist Robert Knox berichtet. Dieser soll einst geschworen haben, er würde den König von Kandy dazu zwingen, die schlimmsten Speisen der Insel zu essen. Als Gefangener Kandys ereilte Tissera aber in Ketten selbst das Schicksal. Er musste Kurakkan Thalapa essen. Auch diese Legende fand sich später in einem Lied wieder. Eine weitere Möglichkeit wäre, dass die Niederländer die Geschichte verbreitet haben. Sie kannten Figueiras militärische Fähigkeiten und könnten Rajasinghas II. Gesuch nach dessen Übergabe umgangen haben, indem sie die Geschichte erfanden und Figueira heimlich nach Goa brachten, wie Ribeiro und Knox berichteten.

## Sonstiges
Figueira avancierte zu einer Hauptfigur des Romans Brave Island von Richard Spittel, Christine Frances Wilson, Christine Spittel-Wilson aus dem Jahre 1966.